# Castulo congrua
Castulo congrua là một loài bướm đêm thuộc phân họ Arctiinae, họ Erebidae.